# Accident ferroviaire de Hatfield
L'accident ferroviaire de Hatfield s'est produit le 17 octobre 2000 à Hatfield dans le Hertfordshire (Angleterre). Bien que sa gravité soit relativement limitée, cet accident a d'importantes conséquences pour la gestion du réseau ferroviaire britannique.

## Circonstances de l'accident
Un train Intercity de la compagnie Great North Eastern Railway vient de quitter la gare de King's Cross de Londres à 12h10, heure locale, à destination de Leeds et roule à environ 180 km/h quand il déraille soudainement au sud de la gare de Hatfield, vers 12h24. L'accident fait quatre morts et 70 blessés.

## Causes
Une enquête préliminaire détermine qu'un rail s'est cassé au passage du train, et que la cause vraisemblable de cette rupture est des fissures microscopiques du rail. Cela conduit à des mesures de limitation de vitesse sur une grande partie du réseau ferroviaire britannique, perturbant fortement de nombreuses lignes, pendant que les rails sont minutieusement contrôlés. On constate la présence de fissures similaires à celles qui avaient causé la rupture de Hatfield, avec une fréquence particulièrement alarmante, sur la plupart des lignes du pays.
L’enquête permet de comprendre que les gestionnaires privés investissaient très peu dans la sécurité et l'entretien des lignes, l’ensemble de ces dernières étant désormais en mauvais état.

## Conséquences
En conséquence, Railtrack, la société propriétaire et gestionnaire du réseau ferroviaire britannique, déclenche une campagne générale, et coûteuse, de remplacement des rails défectueux. Pour cela, elle demande des subventions au gouvernement. Ces faits mirent en évidence le sous-investissement dont avait souffert le réseau britannique malgré les bénéfices réalisés par Railtrack. La spirale des coûts qui s'enclenche alors entraîne une série d'événements qui expliquent l'effondrement final de l'entreprise et son remplacement par une société sans but lucratif, Network Rail.